# Stactobia caspersi
Stactobia caspersi är en nattsländeart som beskrevs av Georg Ulmer 1950. Stactobia caspersi ingår i släktet Stactobia och familjen smånattsländor. Inga underarter finns listade i Catalogue of Life.